# Северни кречњачки Алпи
Северни кречњачки Алпи је планински венац у Источним Алпима, северно од Централних Источних Алпа, који се простире на територији Аустрије и југоисточном делу Баварске у Немачкој. Од Централних Алпа, на којима се налазе највиши врхови, разликују се у геолошком саставу.

## Географија
Ако се посматра од запада ка истоку, Северни кречњачки Алпи се пружају од долине реке Рајне и Брегенске шуме у Форарлбергу, дуж границе немачке Баварске и аустријског Тирола, преко Салцбурга, Горње Аустрије, Штајерске и Доње Аустрије до Бечке шуме на истоку.
Највиши врхови Северних кречњачких Алпа су Парзајершпице (3,036 м), и Хоер Дахштајн (2,996 м). Највиши врх у Немачкој је Цугшпице, (2,962 м), налази се на граници са Аустријом.

## Класификација Алпског клуба Источних Алпа
Распоред Северних кречњачких Алпа према класификацији Алпског клуба (од истока ка западу):
| - Бечка шума (1) - Гутенштајнски Алпи (2) - Ракс и Шнеберг (3) - Мирцштегски Алпи (4) - Тирницки Алпи (5) - Ибсталски Алпи (6) - Хочшваб (7) - Еншталски Алпи (8) - Преалпи Горње Аустрије (9) - Мртав масив (10) - Дахштајн (11) - Салцкамергут масив (12) - Тененски масив (13) | - Берхтесгаденски Алпи (14) - Масиви Лофер и Леоганг (15) - Кимгау Алпи (16) - Кајзерски масив (17) - Бранденбершки Алпи (18) - Баварски Преалпи (19) - Карвендел (20) - Ветерштајн (21) - Амергауерски Алпи (22) - Алгојски Алпи (23) - Лехталски Алпи (24) - Лехкел масив (25) - Брегенски масив (26) |